# Muzeum Misyjno-Etnograficzne Księży Werbistów w Pieniężnie
Muzeum Misyjno-Etnograficzne Księży Werbistów w Pieniężnie – muzeum z siedzibą w Pieniężnie (powiat braniewski). Placówka jest prowadzona przez księży werbistów (Zgromadzenie Słowa Bożego), a jego siedzibą są pomieszczenia seminarium zgromadzenia.
Placówka została otwarta w 1964 roku. W ramach muzealnej ekspozycji zgromadzono wytwory kultury materialnej, pochodzące z krajów Azji (Chiny, Japonia, Filipiny, Indie, Indonezja), Oceanii (Papua-Nowa Gwinea), Afryki i Ameryki Łacińskiej. Wśród eksponatów znajdują się m.in. instrumenty muzyczne, ozdoby, maski rytualne, stylizowane krzyże, ubiory ludowe a także rzeźby o tematyce religijnej oraz przedmioty kultu. Uwagę zwracają skośnookie Madonny z Chin i Japonii czy szaty kapłańskie przypominające strój mandaryna. 
Muzeum jest obiektem całorocznym, czynnym codziennie. Wstęp jest płatny. Przy placówce funkcjonują: kawiarnia, kiosk z pamiątkami oraz sala audiowizualna.
Od dnia 17 września 2018 roku muzeum jest w trakcie remontu i pozostaje niedostępne dla zwiedzających (stan rok 2021).

## Galeria

Zbiory muzeum
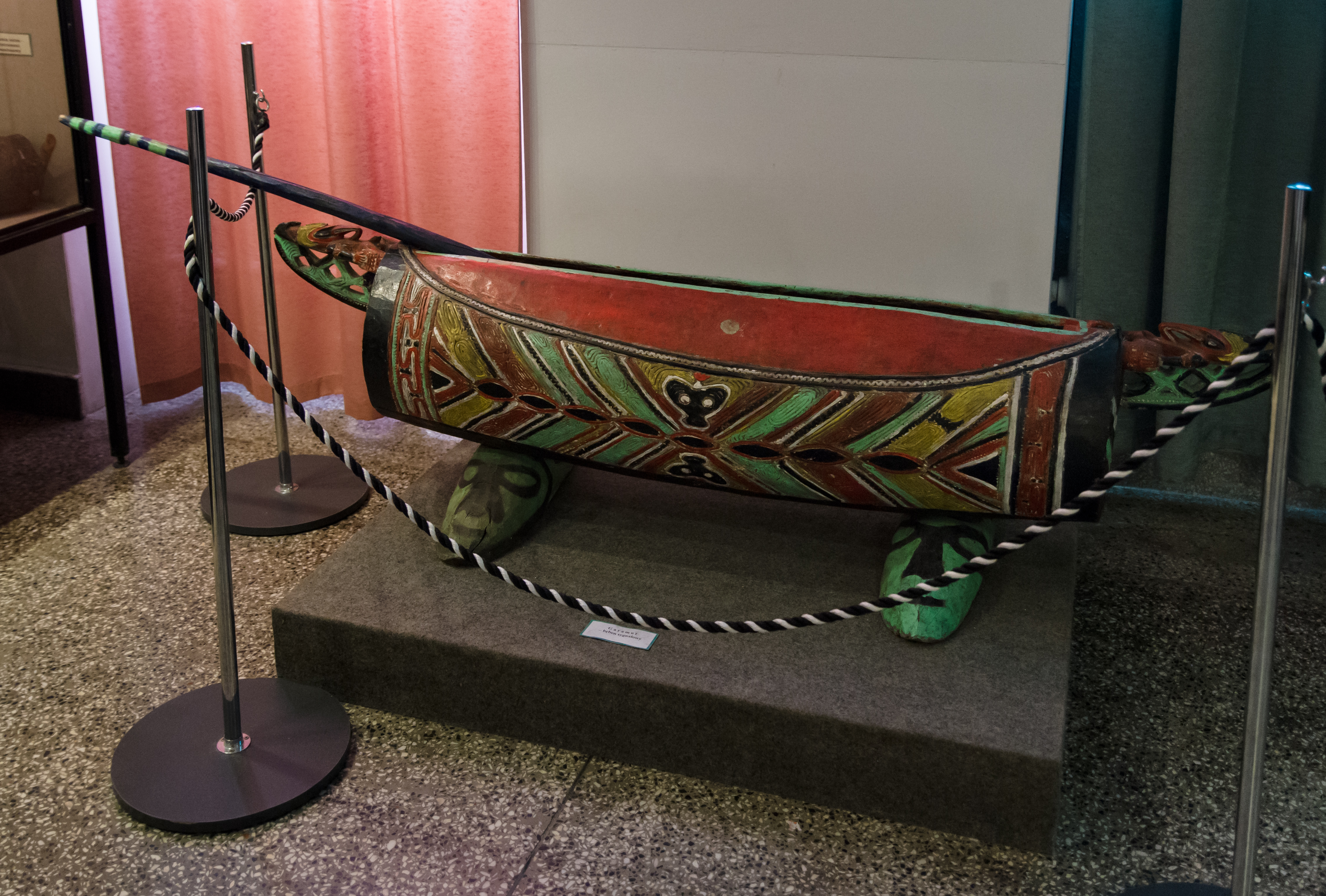
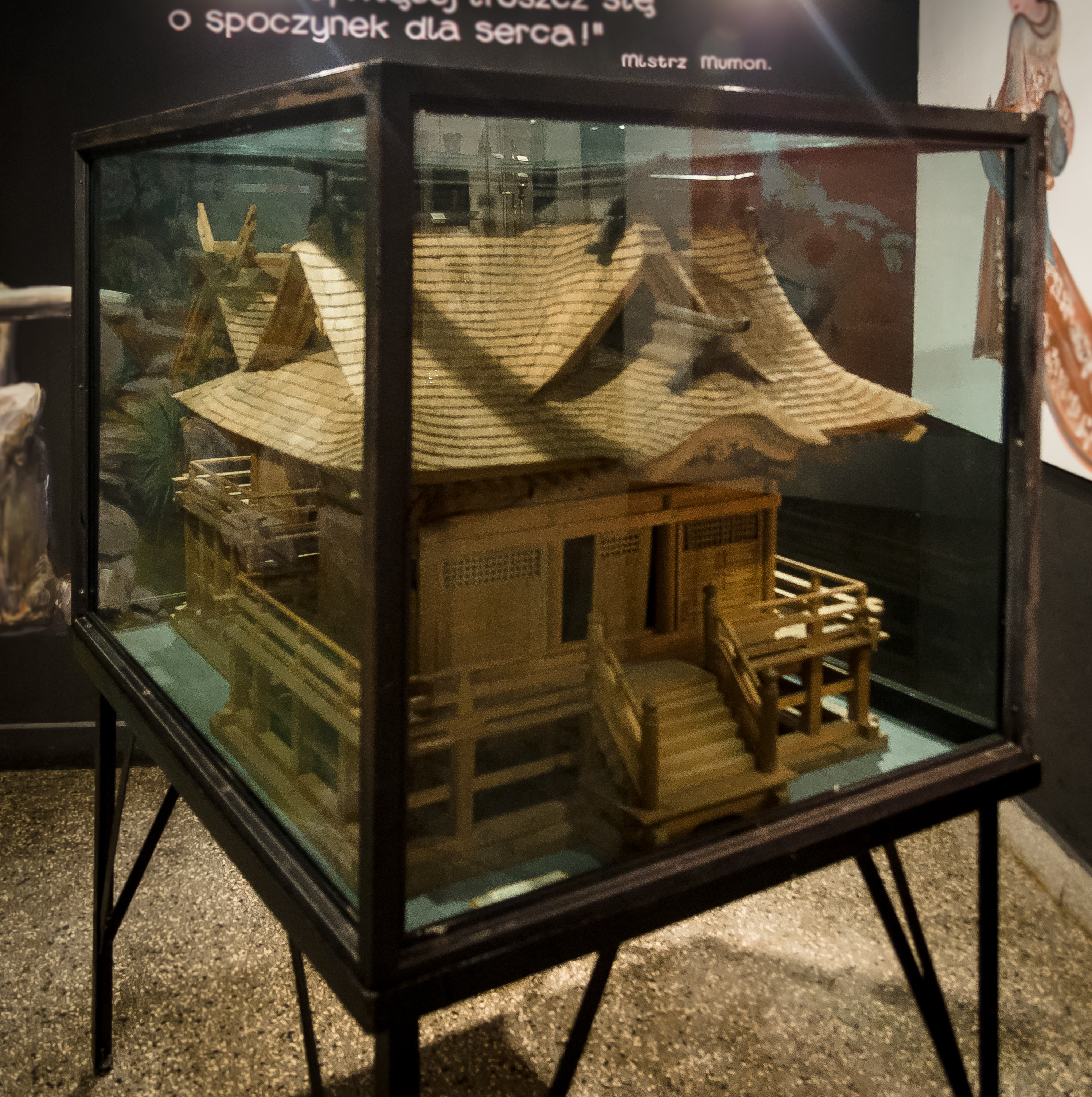
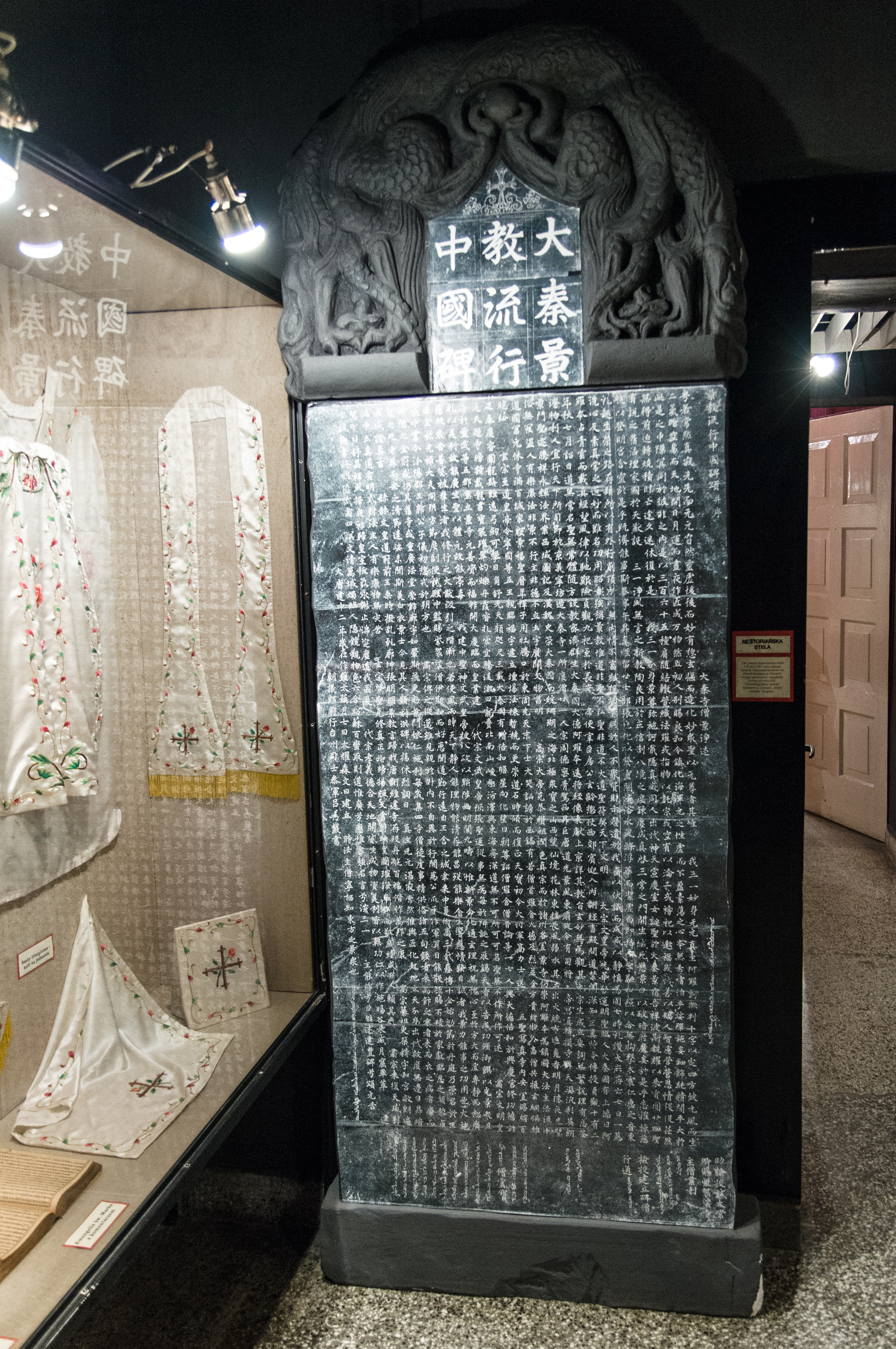
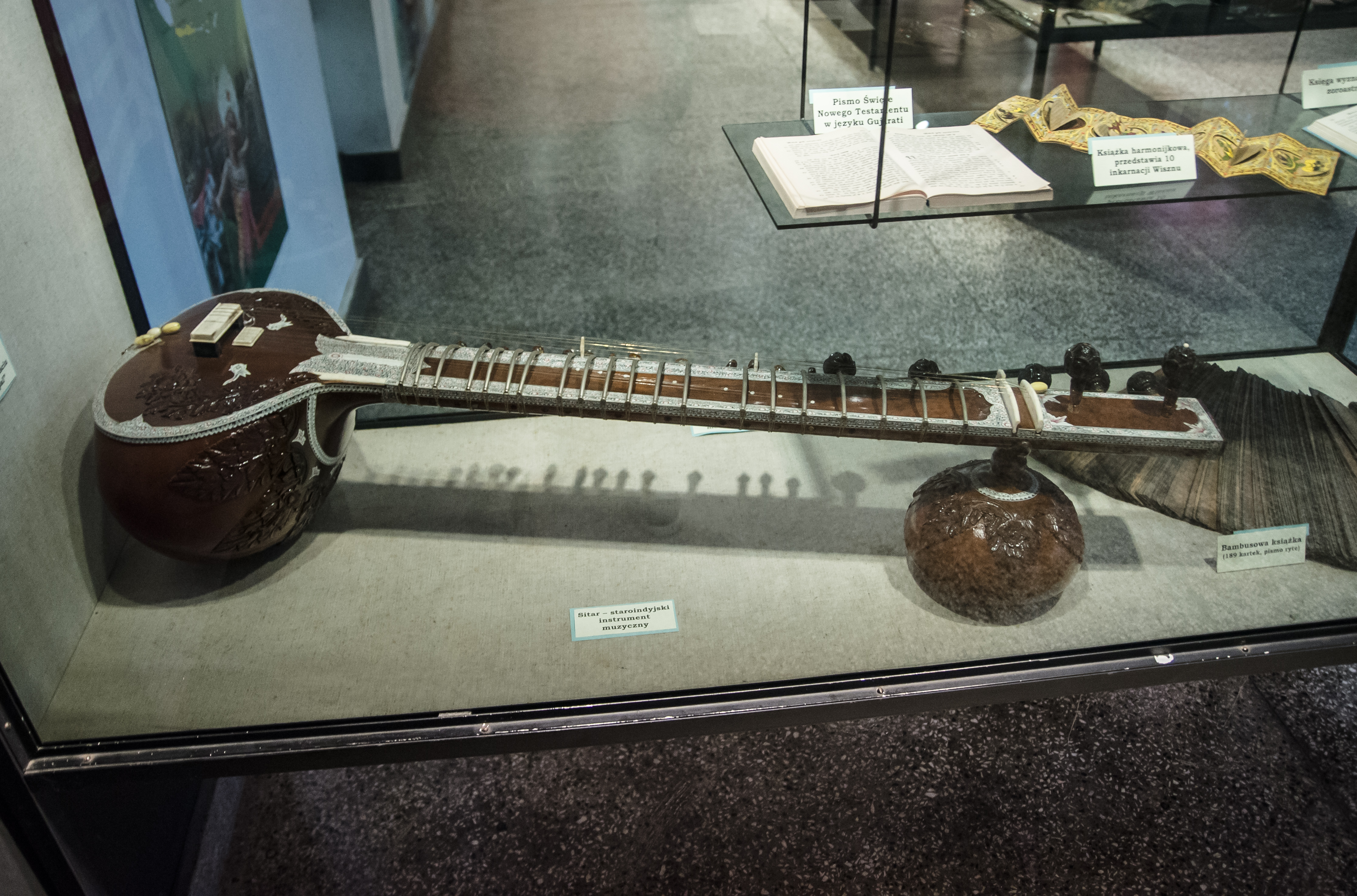
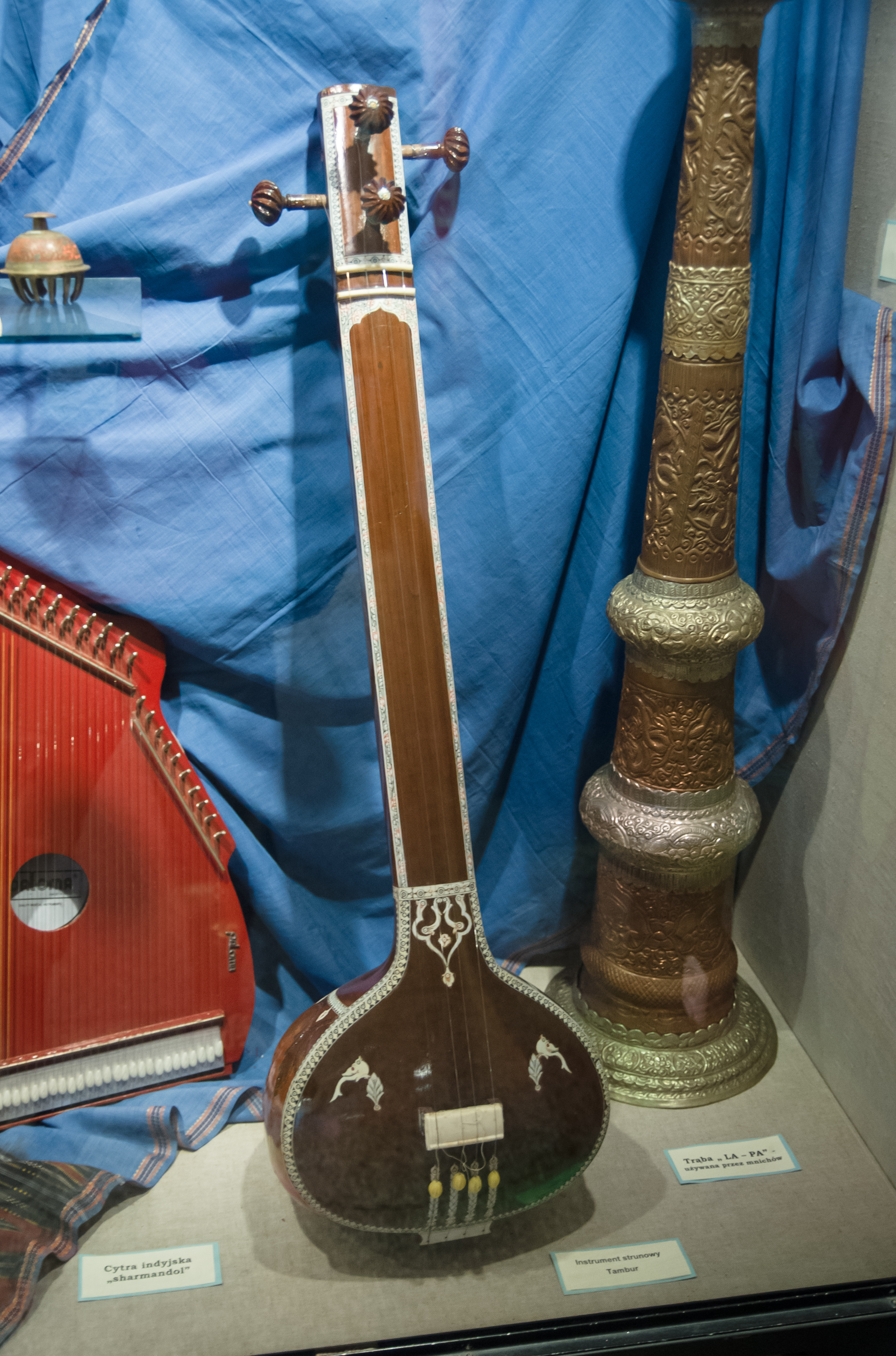